# Ален Бондю
Ален Бондю (фр. Alain Bondue, 8 квітня 1959) — французький велогонщик.
Срібний призер Олімпійських Ігор 1980 року в індивідуальній гонці пересідування.
Чемпіон світу з трекових велоперегонів 1981 (професіональна індивідуальна гонка переслідування), 1982 (професіональна індивідуальна гонка переслідування) років, бронзовий призер 1979 року в аматорській індивідуальній гонці переслідування.